# Madar
Madar (nepalski: मडार) – gaun wikas samiti we wschodniej części Nepalu w strefie Sagarmatha w dystrykcie Siraha. Według nepalskiego spisu powszechnego z 2001 roku liczył on 1463 gospodarstw domowych i 8879 mieszkańców (4207 kobiet i 4672 mężczyzn).